# Степове (Первомайський район)
Степове́ — село в Україні, у Кам'яномостівській селищній громаді Первомайського району Миколаївської області. Населення становить 341 особу.

## Населення

### Мова
Розподіл населення за рідною мовою за даними перепису 2001 року:
| Мова       | Кількість | Відсоток |
| ---------- | --------- | -------- |
| українська | 337       | 98.83%   |
| російська  | 4         | 1.17%    |
| Усього     | 341       | 100%     |

## Відомі мешканці
- Михнюк Ксенія Ісаківна (1928—2003) — уродженка села Просіка Звягельського району Житомирської області. У 1956 році влаштувалася на роботу в місцевий радгосп імені 25 Жовтня на свиноферму, а в 1957 році перейшла на молочнотоварну ферму. Знана доярка, Герой Соціалістичної Праці, мати-героїня.